# Menidia beryllina
Espèce
Statut de conservation UICN

 LC  : Préoccupation mineure
Menidia beryllina (Cope, 1867) est une espèce de poisson appartenant à la famille des Atherinopsidae.

## Recherche
- Cette espèce a fait l'objet d'études pour évaluer les effets de l'exposition des poissons au pétrole et aux surfactants utilisés comme dispersants pour la lutte contre les marées noires[1]